# Massimo Roccoli

Massimo Roccoli  (né le 27 novembre 1984 à Rimini) est un pilote de vitesse moto italien.

## Biographie
Il participe au Championnat du monde de Supersport 2004, puis au Championnat du monde de Superbike 2005.
Il retourne alors en Supersport avec le Championnat du monde de Supersport 2006 jusqu'en 2012 avec l'épreuve de Saint-Marin avant de se faire engager par Bimota pour piloter la HB4 en Moto2 au Championnat du monde de vitesse moto 2012} en remplacement de l'australien Damian Cudlin en manque de résultat.

## Résultats

### Superbike
| Saison | Moto   | Course | Victoire | Podium | Pole | Record du tour | Points | Classement final |
| ------ | ------ | ------ | -------- | ------ | ---- | -------------- | ------ | ---------------- |
| 2005   | Yamaha | 1      | 0        | 0      | 0    | 0              | 1      | 40               |
| Total  |        | 1      | 0        | 0      | 0    | 0              | 1      |                  |

### Supersport
| Saison | Moto           | Course | Victoire | Points | Classement final |
| ------ | -------------- | ------ | -------- | ------ | ---------------- |
| 2004   | Yamaha YZF-R6  | 3      | 0        | 21     | 15               |
| 2006   | Yamaha YZF-R6  | 12     | 1        | 6      | 96               |
| 2007   | Yamaha YZF-R6  | 13     | 0        | 90     | 6                |
| 2008   | Yamaha YZF-R6  | 13     | 0        | 58     | 12               |
| 2009   | Honda CBR600RR | 14     | 0        | 70     | 11               |
| 2010   | Honda CBR600RR | 13     | 0        | 84     | 8                |
| 2011   | Kawasaki ZX-6R | 12     | 0        | 71     | 10               |
| 2012   | Yamaha YZF-R6  | 6      | 0        | 18*    | 15*              |
| Total  |                | 86     | 1        | 508    |                  |

- * Saison en cours.

### Grand Prix

#### Par saison
| Saison | Catégorie | Moto   | Course | Victoire | Podium | Pole | Record du tour | Points | Classement final |
| ------ | --------- | ------ | ------ | -------- | ------ | ---- | -------------- | ------ | ---------------- |
| 2012   | Moto2     | Bimota | 1      | 0        | 1      | 0    | 1              | 0*     | NC*              |
| Total  |           |        | 1      | 0        | 0      | 0    | 0              | 0      |                  |

- * Saison en cours.

#### Par catégorie
| Catégorie | Saison | 1er Grand Prix | 1er podium | 1er victoire | Course | Victoires | Podiums | Pole position | Record du tour | Points |
| --------- | ------ | -------------- | ---------- | ------------ | ------ | --------- | ------- | ------------- | -------------- | ------ |
| Moto2     | 2012–  | Italie 2012    |            |              | 1      | 0         | 0       | 0             | 0              | 0      |

#### Courses par année
(Les courses en gras indiquent une pole position ; les courses en italique indiquent un meilleur tour en course)
| Année | Catégorie | Moto   | 1   | 2   | 3   | 4   | 5   | 6   | 7   | 8   | 9       | 10  | 11  | 12  | 13  | 14  | 15  | 16  | 17  | classement final | Points |
| ----- | --------- | ------ | --- | --- | --- | --- | --- | --- | --- | --- | ------- | --- | --- | --- | --- | --- | --- | --- | --- | ---------------- | ------ |
| 2012  | Moto2     | Bimota | QAT | SPA | POR | FRA | CAT | GBR | NED | GER | ITA Ret | IND | CZE | RSM | ARA | JPN | MAL | AUS | VAL | NC*              | 0*     |

- * Saison en cours.